# Seabria mossambica
Seabria mossambica là một loài bọ cánh cứng trong họ Cerambycidae.